# Aristolochia schreiteri
Aristolochia schreiteri är en piprankeväxtart som beskrevs av Ahumada. Aristolochia schreiteri ingår i släktet piprankor, och familjen piprankeväxter. Inga underarter finns listade i Catalogue of Life.